# بنجامين بينيت (صحفي)
بنجامين بينيت (بالإنجليزية: Benjamin Bennett)‏ هو صحفي جنوب أفريقي، ولد في 1904، وتوفي في 1985.